# YAFFS
YAFFS (Yet Another Flash File System) — файловая система, разработанная специально для использования на NAND-накопителях, автор — Чарльз Мэннинг из Новой Зеландии.
Работает со страницами памяти размером в 512 байт + 16 служебных байт. Старые модели флеш-памяти позволяли выполнять всего 2 или 3 цикла перезаписи, при отказе записи на страницу YAFFS помечала её как сбойную, выставляя байт в служебной области.

## YAFFS2
YAFFS2 разработана на базе YAFFS, формат данных остался таким же для обратной совместимости. Главное отличие — новая версия файловой системы позволяет в современных моделях флеш-памяти пропускать страницы, помеченные для однократной записи. Также YAFFS2 использует ещё более абстрактные определения флеш-памяти, которые позволяют использовать эту файловую систему с большим количеством типов памяти с разнообразной геометрией, правилами определения сбойных секторов и другими особенностями.